# Frieder Latzina
Frieder Latzina (* 1936 in Brașov, Königreich Rumänien; † 11. Dezember 2023 in Karlsruhe ) war ein deutscher Musikverleger.

## Leben
Latzina besuchte das Honterus-Gymnasium in seiner Geburtsstadt und legte dort sein Abitur ab. Darauf studierte er Ingenieurwissenschaften an der Technischen Hochschule Cluj. Nach seiner Übersiedlung nach Deutschland wurde er in Karlsruhe ansässig und gehörte dort 1987 zu den Gründungsmitgliedern der Siebenbürgischen Kantorei. Mit seinem 1997 in Rüppurr gegründeten Musiknotenverlag Latzina machte er sich um die Bewahrung des Musikguts seiner Heimat Siebenbürgen verdient, hier besonders der Kirchen- und Chormusik. Latzina gab über 160 Kompositionen aus Siebenbürgen heraus, die vorwiegend von Siebenbürger Sachsen erstellt worden waren. Zudem war er Initiator der Musikwoche Löwenstein. Im Jahr 2020 wurde ihm der Siebenbürgisch-Sächsische Kulturpreis zuerkannt.
Latzina starb am 11. Dezember 2023 in Karlsruhe.